# Weldaad (Guyana)
Weldaad is een klein dorp in de regio Mahaica-Berbice in Guyana. De plaats telde 285 inwoners in 2012 inwoners.
Weldaad was van oorsprong een plantage. Het is een agrarische gemeenschap met veel rijstvelden. Een regionaal politiebureau bevindt zich in Weldaad.
Fort Wellington · Moraikobai · Rosignol · Weldaad